# Muzeum historických nočníků a toalet
Muzeum historických nočníků a toalet představuje ve virtuální prohlídce sbírku historických nočníků a toalet z různých částí světa, která je největší svého druhu na světě. Představuje přibližně 2000 předmětů, mezi které patří nočníky, toalety, pohlednice, obrazy a různé kuriozity, např. toaletní miniatury, pasti na blechy a předměty osobní hygieny.
Sbírka obsahuje nočníky vyrobené pro Napoleona Bonaparte, Titanic, čínského císaře Čchien-lunga i pro ložnici Bílého domu, kterou obýval Abraham Lincoln. Exponáty jsou materiálově i tvarově pestré, mimo jiné z ryzího stříbra, jeden nočník je např. vyroben z vojenské helmy Wehrmachtu. Muzeum vystavuje i svatební nočníky, do kterých se novomanželům ve Francii po svatební noci vkládají různé sladkosti nebo nočníky s hracím strojkem, dámské nočníky bourdaloue (ve tvaru omáčníku) a další toaletní zajímavosti. K vidění jsou i historická splachovadla, replika historického kamenného novobarokního záchodu, toaletního papíry i mýdla. Mapuje i historii a vývoj toalet.
Toto netradiční muzeum vzniklo na Tvrzi Třebotov, kterou manželé Sedláčkovi zrekonstruovali a objevili zde dvě středověké toalety. Od roku 2005 se začali tematikou a sběratelstvím zabývat a 10. října 2010 otevřeli na tvrzi muzeum. Následně ho roku 2014 přestěhovali do Prahy, kde ho provozovali nejprve ve Vyšehradské ulici a později v Michalské ulici až do 28. února 2018. Nyní je sbírka v pražském depozitáři připravená k zápůjčkám jiným institucím a badatelské činnosti. Všechny exponáty jsou k vidění v nové virtuální prohlídce a e-muzeu. 